# Трео, Лиза
Лиза Трео́ (фр. Lise Tréhot; 14 марта 1848 — 12 марта 1922) — французская натурщица, позировавшая художнику Пьеру Огюсту Ренуару с 1866 по 1872 год, во время его раннего салонного периода в творчестве. Она была запечатлена на более чем 20 картинах, в том числе таких известных, как «Лиза» (1867) и «Летом» (1868). Трео была моделью почти для всех работ Ренуара того времени с изображением женских фигур. В 1883 году она вышла замуж за архитектора Жоржа Бриера де л’Иля, родила и воспитала четверых детей, которым завещала две картины Ренуара — «Лиза за шитьём» (1867—1868) и «Лиза в белой шали» (1872); ныне обе хранятся в Далласском музее искусств.

## Ранние годы
Лиза Трео родилась 14 марта 1848 года в Экёвийи (департамент Сена и Уаза, Франция) в семье Луи Трео и Амели Элизабет Буден. Её отец до середины 1850-х годов работал городским почтмейстером, после чего перевёз всю семью в Париж, где занялся торговлей лимонадом и табаком. Лиза была четвёртым ребенком в семье из шести детей, у неё было три брата и две сестры. Клеманс Трео, её старшая сестра, стала любовницей художника Жюля Ле Кера, который позже, возможно, в июне 1865 года, познакомил её с Пьером Огюстом Ренуаром в своём доме в Марлотте.

## Работа натурщицей
Трео начала работать натурщицей у Ренуара, когда ей было около 18, а ему 25 лет. К первым картинам с Трео относятся «Лиза в соломенной шляпе» (1866) и «Лиза за шитьём» (1867—1868). Ренуар написал обнажённую Трео в образе «Дианы» (1867), но Салон 1867 года отверг эту работу. «Лиза» (1867) Ренуара получила признание у критиков и была хорошо принята на Салоне 1868 года. На картине, выполненной в импрессионистской манере, Трео изображена в натуральную величину, прогуливающейся по лесопарку, а сквозь деревья на неё падает солнечный свет. Художник и скульптор Захари Астрюк описал Трео в «Лизе» как «симпатичную парижскую девушку в лесу» и как представительницу рабочего класса. Писатель Эмиль Золя также одобрил её образ, сравнив Трео с натурщицей Клода Моне, а впоследствии его женой — Камиллой Донсье. Французский искусствовед Теодор Дюре позднее отмечал, что поскольку «Лиза» Ренуара была написана в манере Гюстава Курбе, её появление на Салоне «не вызвало явного противодействия». Однако решение Ренуара затенить лицо Трео и, наоборот, выделить отражение солнечного света от её белого платья дало нескольким критикам повод высмеять внешность натурщицы из-за необычного контраста.
На Салоне 1869 года Трео была представлена на картине «Летом» (1868), с небрежно надетой свободной блузкой, спадающей с плеч. Джон Коллинз отметил, что «тёмные, массивные и невыразительные черты» Трео хорошо работают в таких портретах, но имеют меньший успех в более формальных, ориентированных на костюмы картинах, таких как «Помолвленная пара» (1868), где она позирует с художником Альфредом Сислеем. Летом 1869 года Трео сопровождала Ренуара в поездках в дом его родителей в Виль-д’Авре и на берега Сены близ Буживаля, где Ренуар писал сцены с Моне на воде. Считается, что на картине «Лодка» (1870) Лиза изображена именно во время этих летних каникул.
Всего Трео появилась более чем на 20 картинах Ренуара во время его раннего салонного периода, длившегося примерно с 1866 по 1872 год. По словам искусствоведа Джона Хауса, «Лиза послужила моделью практически для всех женских фигур Ренуара того времени».
Мало что известно об истинном характере отношений Трео с Ренуаром, когда она у него работала натурщицей. Предположительно она родила мальчика, названного Пьером, 14 декабря 1868 года, но неизвестно, что с ним стало. Возможно, он умер в младенчестве. 21 июля 1870 года Трео родила девочку Жанну (ум. в 1934), которую кормилице отдали на воспитание как родную. Ренуар продолжал тайно оказывать финансовую поддержку Жанне вплоть до своей смерти (а после неё — с помощью Амбруаза Воллара), но никогда при жизни публично или юридически не признавал, что она его дочь.
По неизвестным причинам Трео перестала позировать Ренуару после 1872 года. По некоторым сведениям, она больше никогда с ним не разговаривала и не виделась. Хотя Трео занимала важное место в ранний период его творческой карьеры, Ренуар никогда не упоминал её ни в каких опубликованных интервью, мемуарах или биографиях.

## Поздние годы
В 1883 году, более чем через 10 лет после того, как Трео перестала позировать Ренуару, она вышла замуж за архитектора Жоржа Бриера де л’Иля (1847—1902). От него она родила и воспитала двух сыновей и двух дочерей. Трео завещала своим детям две картины Ренуара — «Лиза за шитьём» (1867—1868) и «Лиза в белой шали» (1872). По некоторым данным, перед смертью она уничтожила многие из своих личных документов, связанных с работой натурщицей у Ренуара. Лиза Трео умерла в Париже 12 марта 1922 года в возрасте 73 лет. Она была похоронена на кладбище Пер-Лашез.

## Картины с изображением Трео
Предположительно, Трео позировала Ренуару для 23 его работ, но только для одной — Фредерика Базиля (1841—1870). «Пейзаж с двумя людьми» Ренуара (1866), где она была изображена, либо утерян, либо уничтожен, но принято считать, что он сохранился как картина на картине в работе Базиля «Мастерская художника на улице Кондамин» (1870). Картина Базиля — единственное известное сохранившееся полное изображение этой картины Ренуара, уцелевший фрагмент которой был идентифицирован, но его местонахождение неизвестно. Предположительно, Трео позировала для «Туалета» (1869—1870), ещё одной картины Базиля.
| Название                                                   | Картина | Год     | Техника      | Размеры (см) | Местонахождение | Прим.        |
| ---------------------------------------------------------- | ------- | ------- | ------------ | ------------ | --- | ------------ |
| Лиза в соломенной шляпе (Jeune fille au chapeau de paille) |         | 1866    | Холст, масло | 47 × 38,4    | Фонд Барнса (Филадельфия, США) | [ 6 ] [ 14 ] |
| Стоящая молодая женщина                                    |         | 1866    | Холст, масло | 24,5 × 14    | Частная коллекция | [ 15 ]       |
| Сидящая молодая женщина на природе                         |         | 1866    | Холст, масло | 24,5 × 14    | Частная коллекция | [ 15 ]       |
| Женщина, стоящая у дерева                                  |         | 1866    | Холст, масло | 25,2 × 15,9  | Национальная галерея искусства (Вашингтон, США) | [ 16 ]       |
| Женщина у забора                                           |         | 1866    | Холст, масло | 25 × 16,1    | Национальная галерея искусства (Вашингтон, США) | [ 16 ]       |
| Женщина в парке                                            |         | 1866    | Холст, масло | 26,1 × 16,1  | Национальная галерея искусства (Вашингтон, США) | [ 16 ]       |
| Пейзаж с двумя людьми (Paysage avec deux personnages)      |         | 1866    | Холст, масло | ?            | Сохранился только фрагмент картины (в фондах Музея Максима Горького в Нижнем Новгороде), изображающий одну сидящую женщину и носящий название La Dame a l'oiseau. На изображении здесь крупным планом представлена картина Ренуара, изображённая на полотне Базиля «Мастерская художника на улице Кондамин» (1870). | [ 6 ]        |
| Лиза за шитьём                                             |         | 1867-68 | Холст, масло | 55,9 × 45,7  | Музей искусств Далласа (Даллас, США) | [ 6 ]        |
| Диана                                                      |         | 1867    | Холст, масло | 197 × 132    | Национальная галерея искусства (Вашингтон, США) | [ 16 ]       |
| Портрет Лизы (Лиза с букетом полевых цветов)               |         | 1867    | Холст, масло | 65,2 × 50,3  | Частная коллекция | [ 2 ]        |
| Лиза (Лиза с зонтом)                                       |         | 1867    | Холст, масло | 184 × 115    | Музей Фолькванг (Эссен, Германия) | [ 6 ]        |
| Женщина на лугу                                            |         | 1868    | Холст, масло | 29 × 34,5    | Оррупгор (Копенгаген, Дания) | [ 17 ]       |
| Женщина в саду                                             |         | 1868    | Холст, масло | 105,5 × 73,4 | Базельский художественный музей (Базель, Швейцария) | [ 18 ]       |
| Помолвленная пара                                          |         | 1868    | Холст, масло | 105 × 75     | Музей Вальрафа-Рихарца (Кёльн, Германия) | [ 6 ]        |
| Летом: этюд                                                |         | 1868    | Холст, масло | 85 × 59      | Старая национальная галерея (Берлин, Германия) | [ 6 ]        |
| Нимфа у ручья                                              |         | 1869-70 | Холст, масло | 66,5 × 124   | Лондонская национальная галерея (Лондон, Великобритания) | [ 16 ]       |
| Туалет                                                     |         | 1869-70 | Холст, масло | 132 × 127    | Музей Фабра (Монпелье, Франция) | [ 9 ]        |
| Купальщица с собакой-грифоном                              |         | 1870    | Холст, масло | 184 × 115    | Художественный музей Сан-Паулу (Сан-Паулу, Бразилия) | [ 6 ]        |
| Алжирская женщина (Одалиска)                               |         | 1870    | Холст, масло | 69,2 × 122,6 | Национальная галерея искусства (Вашингтон, США) | [ 16 ]       |
| Молодая женщина в лодке (Лодка)                            |         | 1870    | Холст, масло | 29,5 × 33,2  | Частная коллекция | [ 19 ]       |
| Прогулка                                                   |         | 1870    | Холст, масло | 81,3 × 65    | Центр Гетти (Лос-Анджелес, США) | [ 11 ]       |
| Женщина с попугаем                                         |         | 1871    | Холст, масло | 92,1 × 65,1  | Музей Соломона Гуггенхейма (Нью-Йорк, США) | [ 2 ]        |
| Лиза в белой шали                                          |         | 1871-72 | Холст, масло | 56 × 46      | Музей искусств Далласа (Даллас, США) | [ 6 ]        |
| Лежащая полуобнаженная женщина (Лежащая обнаженная)        |         | 1871-72 | Холст, масло | 29,5 × 25    | Музей Орсе (Париж, Франция) | [ 20 ]       |
| Женщина с зонтиком, сидящая в саду                         |         | 1872    | Холст, масло | 46 × 37,9    | Частная коллекция | [ 7 ]        |
| Парижанки в алжирских костюмах (Гарем)                     |         | 1872    | Холст, масло | 156 × 129    | Национальный музей западного искусства (Токио, Япония) | [ 16 ]       |